# 扎果乡
扎果乡（藏語：རྩ་སྐོར་），是中华人民共和国西藏自治区日喀则市定日县下辖的一个乡镇级行政单位。

## 行政区划
扎果乡下辖以下地区：
帮来村、樟村、切村、扎果村、加龙村、梅木村、春木色村和查嘎村。